# 서운산성
서운산성(瑞雲山城)은 대한민국 경기도 안성시 서운면에 있는 삼국시대의 산성이다. 1985년 6월 28일 경기도의 기념물 제81호로 지정되었다.

## 개요
차령산맥의 주된 봉우리인 서운산의 봉우리 2개를 연결하여 마치 말안장 모양으로 쌓은 토성인 서원산성은 '북산리성터'라고 부르기도 한다. 남벽 일부를 제외하고 비교적 성벽이 잘 남아있으며, 성벽 안쪽에는 도랑을 판 흔적도 있다.
성의 둘레는 620m이고, 흙을 쌓은 곳은 450m가량 되는데, 흙은 능선을 따라 깎아서 다졌으며 가파른 자연지세를 최대한 이용하였다. 성안에는 전투시 지휘하던 곳으로 이용된 장수바위가 있고, 북쪽과 남쪽에 성문터가 있는데 주로 남쪽으로 출입을 하였던 것 같다. 성안에서는 우물터, 절터, 돌부처, 작은 동굴, 토기조각들이 발견되었으며, 이곳에서 출토되는 유물로 보아 삼국시대에 만들어진 성으로 생각된다.
이 산성은 임진왜란 때 의병장으로 활동한 홍계남 장군이 북쪽으로 올라오는 왜적을 방어하기 위하여 쌓았다고 알려져 있다. 하지만 성안에서 발견된 유물로 볼 때 삼국시대에 처음 쌓아서 고려와 조선시대에 걸쳐 이용되어 오다가 임진왜란 때 이곳에서 왜적을 물리치자 널리 알려진 것으로 보인다.

## 현지 안내문
이 성은 서운산의 서쪽 능선에서 서남방향으로 해발 536m에서 460m 지점까지 골짜기처럼 비탈진 사면을 삼태기 모양으로 둘러싼 반면식 토축산성이다. 둘레는 약 620m이고 성벽의 높이는 6~8m이며, 성벽 윗부분의 너비는 2~4m인데 성터 안쪽의 흙을 깍아 판축한 듯 성벽 안쪽이 내황처럼 파여져 있다. 동서 양쪽 끝이 높게 된 말안장 모양의 북벽은 거의 자연지세를 이용하였고, 성안에는 우물터, 절터와 돌부처가 있으며, 용굴이라 불리는 작은 동굴도 있다. 성안에서 출토되는 유물로 보아 삼국시대에 축조된 것이라 여겨지는데, 임진왜란 때에 홍계남 장군이 수축하여 방어전을 전개하였던 곳이기도 하다.

## 같이 보기
- 서운산
- 홍계남

## 참고 자료
- 서운산성 - 국가유산청 국가유산포털